# Lijst van oorlogsmonumenten in Gilze en Rijen
De Nederlandse gemeente Gilze en Rijen heeft zes oorlogsmonumenten. Hieronder een overzicht.
| Nr.  | Object                                      | Herdachte groep                                                                                          | Ontwerper                                                   | Onthulling      | Type               | Locatie               | Plaats         | Coördinaten                   | Foto                                        |
| ---- | ------------------------------------------- | --- | ----------------------------------------------------------- | --------------- | ------------------ | --------------------- | -------------- | ----------------------------- | ------------------------------------------- |
| 1068 | Dankkapel                                   | militairen in dienst van het Ned. Kon. na 1945, militairen in dienst van het Ned. Kon. 1940-1945, overig |                                                             |                 | kapel              | Hoofdstraat, 5121 JA  | Rijen          | 51° 35' 34" NB, 4° 55' 3" OL  | Dankkapel                                   |
| 1069 | Nederlandse oorlogsgraven                   | algemeen, burgerslachtoffers                                                                             | Ir. Kees van Beijsterveldt (klokkenstoel)                   | 27 oktober 1994 | begraafplaats/graf | Alphenseweg, 5126 PP  | Gilze          | 51° 32' 6" NB, 4° 56' 39" OL  | Nederlandse oorlogsgraven                   |
| 1070 | Indië-monument                              | militairen in dienst van het Ned. Kon. na 1945                                                           |                                                             |                 | gedenksteen        | Alphenseweg, 5126 PP  | Gilze          | 51° 32' 6" NB, 4° 56' 39" OL  | Indië-monument                              |
| 1071 | Onze Lieve Vrouw van Altijddurende Bijstand | overig                                                                                                   |                                                             |                 | kapel              | Bavelseweg 3, 5126 NL | Gilze          | 51° 32' 59" NB, 4° 55' 19" OL | Onze Lieve Vrouw van Altijddurende Bijstand |
| 2174 | Mariakapel                                  | overig                                                                                                   | Hein Koreman (beeld)                                        | 2 oktober 1948  | kapel              | Kerkstraat, 5126 GA   | Gilze          | 51° 32' 23" NB, 4° 56' 31" OL | Mariakapel                                  |
| 2306 | Plaquette in het NS-station                 | burgerslachtoffers                                                                                       | Ir. H.G.J. Schelling (ontwerp), H.J. Winkelman (uitvoering) |                 | plaquette          |                       | Gilze en Rijen | 51° 32' 30" NB, 4° 56' 27" OL | Plaquette in het NS-station                 |

Alphen-Chaam ·
Altena ·
Asten ·
Baarle-Nassau ·
Bergeijk ·
Bergen op Zoom ·
Bernheze ·
Best ·
Bladel ·
Boekel ·
Boxtel ·
Breda ·
Cranendonck ·
Deurne ·
Dongen ·
Drimmelen ·
Eersel ·
Eindhoven ·
Etten-Leur ·
Geertruidenberg ·
Geldrop-Mierlo ·
Gemert-Bakel ·
Gilze en Rijen ·
Goirle ·
Halderberge ·
Heeze-Leende ·
Helmond ·
's-Hertogenbosch ·
Heusden ·
Hilvarenbeek ·
Laarbeek ·
Land van Cuijk ·
Loon op Zand ·
Maashorst ·
Meierijstad ·
Moerdijk ·
Nuenen, Gerwen en Nederwetten ·
Oirschot ·
Oisterwijk ·
Oosterhout ·
Oss ·
Reusel-De Mierden ·
Roosendaal ·
Rucphen ·
Sint-Michielsgestel ·
Someren ·
Son en Breugel ·
Steenbergen ·
Tilburg ·
Valkenswaard ·
Veldhoven ·
Vught ·
Waalre ·
Waalwijk ·
Woensdrecht ·
Zundert